# رابناو (هسن)
رابناو (به آلمانی: Rabenau) یک شهر در آلمان است که در گیسن واقع شده‌است. رابناو ۵٬۴۰۸ نفر جمعیت دارد.